# Hällfors
Hällfors is een dorp binnen de Zweedse gemeente Kalix. Fors betekent stroomversnelling. Het ligt aan de Sangis älv ongeveer 1,5 kilometer ten noorden van Björkfors. Het is waarschijnlijk genoemd naar een plaatselijke pulpfabriek (Klipp betekent knippen of snijden van papier; häll is gieten). Hällfors is gebouwd in het jachtgebied Espinära, genoemd naar de familie Espi en de stroomversnelling (nära).

## bron
- Dorpen van Kalix (Zweeds)
- Espinära[dode link]

Bestuurscentrum: Kalix (tätort)
Tätort: Båtskärsnäs · Bredviken · Gammelgården · Karlsborg · Morjärv · Nyborg · Påläng · Risögrund · Rolfs · Sangis · Töre
Småort: Åkroken · Björkfors · Börjelsbyn · Granholmen · Innanbäcken · Innanlandet · Kälsjärv · Lappbäcken · Målson · Månsbyn · Ryssbält · Siknäs · Storön · Stråkanäs · Sören · Vallen · Vånafjärden
Overig: Björkvattnet · Bjumisträsk · Bondersbyn · Brattlandet · Empoberget · Forsbyn · Granån · Grubbnäsudden · Grytnäs · Hällfors · Holmträsk · Hömyrfors · Kamlunge · Klinten · Korpikå · Långfors · Lantjärv · Marieberg · Moån · Östanfjärden · Östra Flakaträsk · Östra Granträsk · Övermorjärv · Räktjärv · Rian · Småkvarn · Sockenträsk · Stora Lappträsk · Storsien · Tjäruträsk · Törböle · Törefors · Västannäs · Västra Flakaträsk · Vitvattnet ·